# مانكسيون
المانكسيون هم عرقية نشأت من جزيرة مان في البحر الأيرلندي في أوروبا الشمالية.  وهم أساساً شعب كلتي رغم بعض التأثيرات الشماليون والالإنجليزية .